# This Is Gospel
"This Is Gospel" é uma canção da banda estadunidense de rock Panic! at the Disco. A canção foi lançada como o segundo single de seu quarto álbum de estúdio Too Weird to Live, Too Rare to Die! em 12 de agosto de 2013. O videoclipe da canção foi dirigido por Daniel "Cloud" Campos foi lançado no mesmo dia. A canção alcançou a 86ª posição na Billboard Hot 100.
No dia 14 de maio de 2014, a banda lançou uma nova versão da canção, dessa vez somente com piano e vocal por Brendon Urie. A nova versão foi lançada junto com um videoclipe. A versão em piano foi disponibilizada para download digital gratuito no Shazam.

## Lista de faixas
| Download digital single |                  |         |  |
| N.º                     | Título           | Duração |  |
| 1.                      | "This Is Gospel" | 3:07    |  |

| Piano Version - Download digital single |                                  |         |  |
| N.º                                     | Título                           | Duração |  |
| 1.                                      | "This Is Gospel" (piano version) | 3:21    |  |

## Videoclipe
O videoclipe foi lançado no dia 12 de agosto de 2013 no canal da Fueled by Ramen no YouTube.

## Posições nas paradas musicais

### Paradas semanais
| Parada (2013–2014)                                      | Posição de pico |
| ------------------------------------------------------- | --------------- |
| Canadá (Canadian Hot 100)                               | 95              |
| Reino Unido (OCC Singles Chart)                         | 179             |
| Estados Unidos (Billboard Hot 100)                      | 87              |
| Estados Unidos (Billboard Hot Rock & Alternative Songs) | 12              |
| Estados Unidos (Billboard Rock Airplay)                 | 45              |

### Paradas de fim de ano
| Parada (2013)                             | Posição |
| ----------------------------------------- | ------- |
| Estados Unidos (Billboard Hot Rock Songs) | 87      |

## Certificações
| Região                                              | Certificação | Vendas     |
| --------------------------------------------------- | ------------ | ---------- |
| Canadá (Music Canada)                               | Ouro         | 40 000^    |
| Estados Unidos (RIAA)                               | 2× Platina   | 2 000 000^ |
| Reino Unido (BPI)                                   | Ouro         | 400 000^   |
| ^números de vendas baseados somente na certificação |              |            |

## Histórico de lançamento
| País           | Data                   | Formato           | Gravadora                           |
| -------------- | ---------------------- | ----------------- | ----------------------------------- |
| Estados Unidos | 12 de agosto de 2013   | download digital  | Decaydance Records, Fueled by Ramen |
| Estados Unidos | 4 de fevereiro de 2014 | Alternative radio | Decaydance Records, Fueled by Ramen |